# Liste der Kulturdenkmale in Schleswig-Holstein
In der Liste der Kulturdenkmale in Schleswig-Holstein sind die Kulturdenkmale in Schleswig-Holstein aufgelistet. Grundlage der Einzellisten sind die in den jeweiligen Listen angegebenen Quellen. Die Angaben in den einzelnen Listen ersetzen nicht die rechtsverbindliche Auskunft der zuständigen Denkmalschutzbehörde.
Die Bodendenkmale sind in der Liste der Bodendenkmale in Schleswig-Holstein erfasst.

## Übersicht
| Landkreis/ kreisfreie Stadt   | Baudenkmalliste                                         | Wappen | Lage | Bild eines Kulturdenkmals                                                    |
| ----------------------------- | ------------------------------------------------------- | ------ | ---- | ---------------------------------------------------------------------------- |
| Dithmarschen                  | Liste der Kulturdenkmale im Kreis Dithmarschen          |        |      | Windmühle in Friedrichskoog                                                  |
| Flensburg (Kreisfreie Stadt)  | Liste der Kulturdenkmale in Flensburg                   |        |      | Nordertor                                                                    |
| Herzogtum Lauenburg           | Liste der Kulturdenkmale im Kreis Herzogtum Lauenburg   |        |      | Möllner Altstadt vom Stadtsee aus                                            |
| Kiel (Kreisfreie Stadt)       | Liste der Kulturdenkmale in Kiel                        |        |      | Gebäude in der Dänischen Straße im Kieler Stadtteil Altstadt                 |
| Lübeck (Kreisfreie Stadt)     | Liste der Kulturdenkmale in Lübeck                      |        |      | Holstentor                                                                   |
| Neumünster (Kreisfreie Stadt) | Liste der Kulturdenkmale in Neumünster                  |        |      | Rathaus Neumünster                                                           |
| Nordfriesland                 | Liste der Kulturdenkmale im Kreis Nordfriesland         |        |      | Leuchtturm Westerheversand                                                   |
| Ostholstein                   | Liste der Kulturdenkmale im Kreis Ostholstein           |        |      | Eutiner Schloss                                                              |
| Pinneberg                     | Liste der Kulturdenkmale im Kreis Pinneberg             |        |      | Schiffsbegrüßungsanlage Willkommhöft an der Elbe in Wedel                    |
| Plön                          | Liste der Kulturdenkmale im Kreis Plön                  |        |      | Marineehrenmal Laboe mit Museums-U-Boot U 995                                |
| Rendsburg-Eckernförde         | Liste der Kulturdenkmale im Kreis Rendsburg-Eckernförde |        |      | Eisenbahnhochbrücke und Schwebefähre über den Nord-Ostsee-Kanal in Rendsburg |
| Schleswig-Flensburg           | Liste der Kulturdenkmale im Kreis Schleswig-Flensburg   |        |      | Reste des Danewerks                                                          |
| Segeberg                      | Liste der Kulturdenkmale im Kreis Segeberg              |        |      | Herrenhaus Borstel in Sülfeld                                                |
| Steinburg                     | Liste der Kulturdenkmale im Kreis Steinburg             |        |      | Historische Schöpfmühle in Honigfleth bei Wilster                            |
| Stormarn                      | Liste der Kulturdenkmale im Kreis Stormarn              |        |      | Schloss Reinbek                                                              |